# Tony Hatch
Anthony Peter Hatch, detto Tony (Pinner, 30 giugno 1939), è un compositore, pianista, arrangiatore e produttore britannico.

## Biografia
Originario del Middlesex, iniziò la carriera a Londra con Robert Mellin.
Nella seconda metà degli anni '50 scriveva canzoni sotto il nome Mark Anthony ed entrò quindi nell'industria discografica unendosi alla Top Rank Records, filiale della The Rank Organisation.
Dal 1959 iniziò a produrre per artisti di livello come Bert Weedon, Adam Faith, Josh MacRae, Jackie Dennis, Kenneth Connor. Sebbene usasse il suo vero nome Tony Hatch come interprete e produttore, fino al 1964 circa le sue composizioni furono attribuite a Mark Anthony.
Nel 1960 la sua composizione Look for a Star, registrata da Garry Mills, è inclusa nel film Il circo degli orrori (Circus of Horrors).
L'anno seguente la Top Rank venne venduta alla EMI ed Hatch passò a lavorare alla Pye Records. Sempre nei panni di Mark Anthony, ha scritto canzoni per artisti della Pye. Del 1963 è Forget Him, brano da lui scritto e prodotto per Bobby Rydell. Ha scritto e prodotto per altre star statunitensi come Chubby Checker, Connie Francis, Pat Boone e Keely Smith. Nel 1963 scrive, sotto lo pseudonimo Fred Nightingale, il brano Sugar and Spice interpretato dai The Searchers.
Nella seconda metà degli anni '60 inizia ad usare regolarmente il suo vero nome. È compositore accreditato di molti successi di Petula Clark, tra cui I Know a Place (1965), Round Every Corner (1965), Sign of the Times, My Love, I Couldn't Live Without Your Love (coscritta da Jackie Trent) e soprattutto Downtown (1964) che raggiunse la posizione #1 nel gennaio 1965, rendendo Petula Clark la prima artista femminile del Regno Unito ad avere un successo di tale portata negli Stati Uniti.
La sua composizione I Love the Little Things si è aggiudicata il concorso A Song for Europe, diventando brano in gara all'Eurovision Song Contest 1964 con la performance di Matt Monro, poi giunto al secondo posto.
È stato autore della sigla televisiva della soap opera Crossroads e di altre sigle TV come quella di Tris d'assi (The Champions).
Con Jackie Trent (sua moglie dal 1967 al 1995 con divorzio nel 2002) ha lavorato ad alcuni progetti nel mondo del teatro, come il musical The Card (1973). I due artisti hanno anche scritto il tema musicale della soap opera australiana Neighbours (1985). Mentre viveva in Australia, ha anche prodotto la registrazione originale del cast australiano della versione locale del musical Cats, nel 1985.
Sposatosi tre volte, ha quattro figli; due dal primo matrimonio e due dal secondo matrimonio, quello con Jackie Trent.
Nel 2013 è stato inserito nella Songwriters Hall of Fame.
Nel 2020 è stato nominato Ufficiale dell'Ordine dell'Impero Britannico.